# Raül Tortosa Méndez
Raül Tortosa Méndez (Terrassa, 14 d'agost de 1979) és un actor, director i cantant català.

## Biografia
Graduat en art dramàtic a l'Estudi Nancy Tuñón de Barcelona i al Programa de Tècnica Meisner de Javier Galitó-Cava. Ha treballat en teatre, televisió i cinema. Va debutar en televisió l'any 2005 amb la sèrie de Televisió de Catalunya Pecats capitals. Va aparèixer en diverses ocasions al programa De llibres i l'any 2006 començà a interpretar al personatge de Nico a la sèrie El cor de la ciutat.
El 2005 va participar en el llargmetratge Salvador de Manuel Huerga, on encarnava Quim Puig Antich. El 2010 interpreta l'exparella de Leticia Dolera al telefilm Quatre estacions, guanyador del Premi Gaudí 2010 a la millor telemovie.
Raül guanya el premi a Millor Actor en la 16ª edició del Venice Shorts Film Festival 2021 en California (USA) amb Shadowed, treball també premiat com a Millor Curtmetratge de Thriller i Acció en el Los Angeles International Film Festival. Fundido a negro, curtmetratge on l'actor interpreta un guionista de cinema, va ser premiat com a millor curtmetratge al Festival de Cinema de Girona 2012.
L'any 2012, Raül Tortosa entra a formar part de la companyia Apunta Teatre amb l'obra Tu digues que l'estimes, d'Ivan Campillo. L'any 2013, estrena també amb Apunta Teatre Totes les parelles ho fan al Teatre Gaudí de Barcelona, i el 2016 l'homenatge a Miguel Hernández i als expresos polítics del règim franquista titulat A voz ahogada.
El 2016, participa en la sèrie d'HBO Game of Thrones, com a capità de l'exèrcit de la casa Tyrell, a la sèrie de TVE1 Acacias 38, on interpreta el duc Hermelando de Somoza, i a Reinas (Queens), coproducció de TVE i la BBC. L'any 2017 s'incorpora a la sèrie El secreto de Puente Viejo com a Aquilino Benegas. L'any 2021 guanya el Premi al Millor Actor al Venice Short Film Awards pel curtmetratge Shadowed, de Juliette Hagopian.
El 2019 dirigeix juntament amb Jordi Cadellans l'obra de teatre Here Comes Your Man, estrenada a Madrid a la Sara Tarambana i als Teatros Luchana i a Barcelona al Teatre Gaudí Barcelona i al Teatre Aquitània. Here Comes Your Man va rebre el Premi Talent de la Cambra de Comerç de Barcelona a les Arts Escèniques 2020. Codirigeix "Un Home Sol", novament amb Jordi Cadellans, i "Ximpanzé" i "Solstici" amb Núria Florensa.
Tortosa és el cantant de la banda de pop-rock Una Hora Más. El grup està format pel cantant Raül Tortosa, Iván Arnal com a guitarrista, lletrista i segones veus, el guitarrista i lletrista Víctor Asensio, el baixista Pablo Menéndez i el bateria Álvaro Baraca. El 2012 la banda va llançar el seu primer àlbum titulat Tiempo de locos. El seu primer videoclip va ser pel tema "Si Vuelves", dirigit per Maria Verdú.

## Filmografia

### Cinema
- Killder de Joan Ramon Armadàs (en producció)
- Sant Martí de David Ruiz i Albert València (2018)
- 100 metres de Marcel Barrena (2016)
- Waratah: Pandemonium de Felix D'Ax & Hector Morgan (2016)
- Cromosoma Cinco de Maria Ripoll (2012)
- Quatre Estacions de Marcel Barrena (2009)
- Salvador (Puig Antich) de Manuel Huerga (2006)

### Televisió
- Pecats capitals (2005)
- De llibres (2006)
- El cor de la ciutat (2006-2009)
- Lalola (2008)
- Llegendes urbanes (2008)
- El crac (2014)
- La Riera (2014)
- Acacias 38 (2016)
- Game of Thrones (2016)
- Reinas (2017)
- El secreto de Puente Viejo (2017)
- Los Herederos de la Tierra (2022)
- Enemy of the people (2022)

## Teatre (actor)
- Separacions (2019)[19]
- El Millor per als Nostres Fills (2019)
- El Brindis (2019-2022)[20]

## Teatre (director)
- Solstici (2023)[21]
- Ximpanzé (2021)[22]
- Un Home Sol (2021)[23]
- Here Comes Your Man (2019)[24]

## Música (Una Hora Más)

### Àlbums
- Tiempo de locos (2012)[25]